# 中大码头
23°06′13″N 113°17′58″E / 23.103664°N 113.299576°E

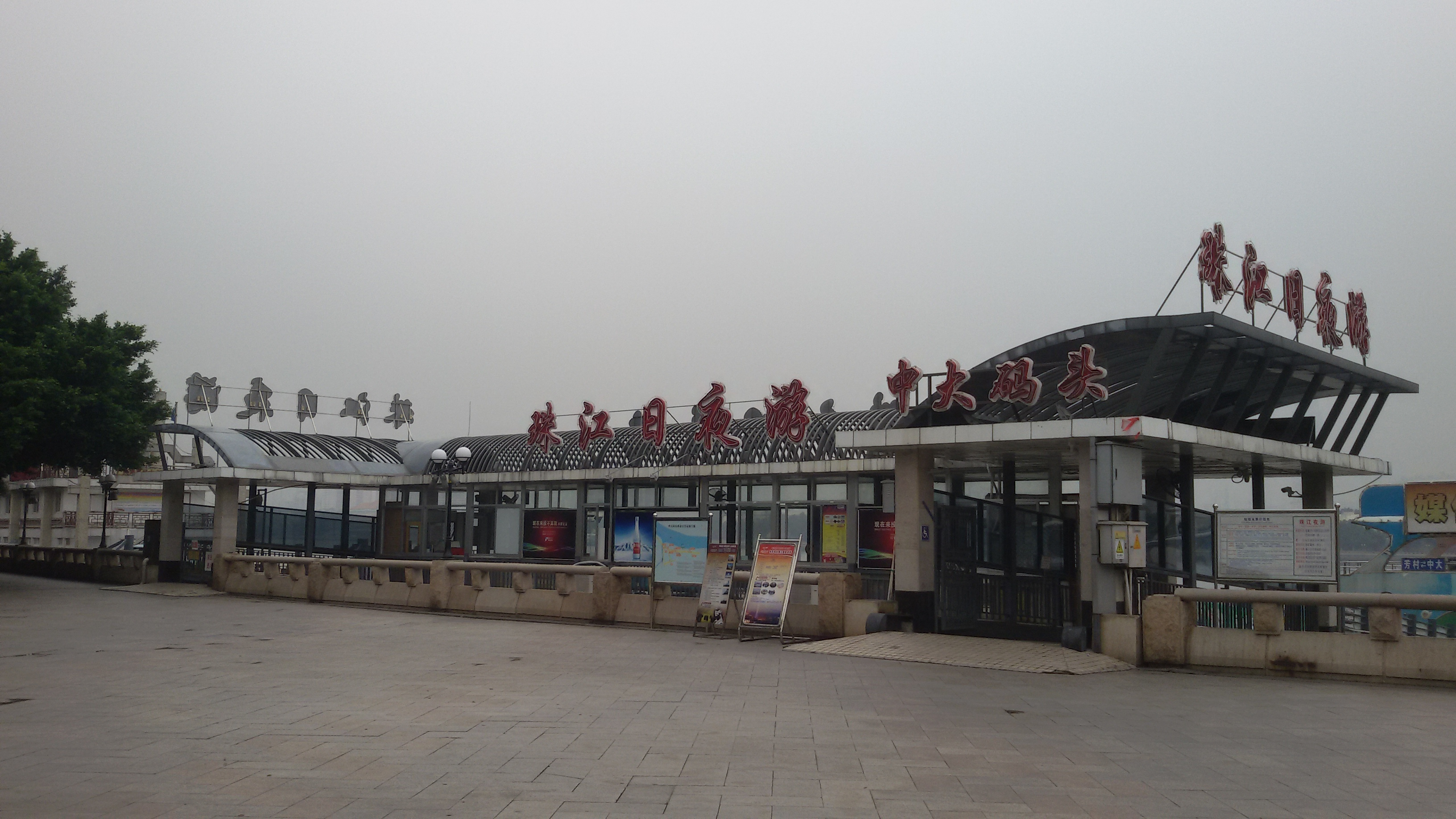
中大码头

中大码头，原名康乐码头，是广州的一个客运码头，位于海珠区滨江东路中山大学北门广场。

## 历史
以前这个码头并非是这个名称，而是称作“康乐码头”。而“中大码头”这个名称是1952年才改的。在民国时期，孙中山曾三次乘船在这里登陆，然后去岭南大学（今中山大学）里面演讲。历史上许多有志的青年学生就在这个码头乘船，之后北上参加革命。如今的中大码头是2002年时翻修了中大北门后改造的新址。
过去的水上巴士S2线的总站是来到这里就返回，然而到了2014年11月4日，广州水上巴士公司就将之前的S2线和S11线合并了，改成从芳村去到广州塔。究其原因，是因为这两条路线重叠了。而合并了之后的路线就延长到现在的广州塔这边，改变了以往水上巴士S2线的东边总站历史。

## 附近景区和建筑
- 中山大学北门广场
- 黄金海岸水上乐园
- 中山大学
- 金海湾
- 高雅湾